# ویلیومیت
ویلیومیت (به انگلیسی: Villiaumite) با فرمول شیمیایی NaF از مجموعه کانی هاست . از نام یک مسافر فرانسوی Villiaume گرفته شده‌است.  به راحتی ذوب می‌شود و درآب سرد حل می‌شود. Na:۵۴٫۷۶٪  F:۴۵٫۲۴٪  برای اولین بار در گینه کشف شد و از نظر شکل بلور: هگزائدر ناقص، رنگ: کارمن - قرمز گیلاسی تیره، شفافیت: شفاف - نیمه شفاف، جلا: شیشه ای، رخ: کامل - مطابق باسطح، سیستم تبلور: کوبیک (مکعبی) و در رده‌بندی هالوژن است  و منشأ تشکیل آن سنگهای آذرین آلکالن است.
همایند کانی‌شناسی (پارانژ) آن - آستروفیلیت- نفلین- سودالیت است
، از نظر ژیزمان  ندرتاْ بلوری - اگرگاتهای دانه‌ای کمیاب ; گینه، روسیه و گروئنلند یافت می‌شود.

## منبع
- پردیس کشاورزی ایران